# Sotheby’s
Sotheby’s [ˈsʌðəbiz] ist ein traditionsreiches Auktionshaus mit Zentren in New York, London, Paris, Köln, Genf, Zürich, Mailand und Hongkong. Es gehört zu den weltweit führenden Unternehmen auf dem Kunst- und Antiquitätenmarkt. Rund 300 Experten betreuen nach eigenen Angaben etwa 70 Sammelgebiete, unter anderem Gemälde, Möbel, Musikinstrumente, Manuskripte, Skulpturen, Teppiche, Wein, Uhren, Schmuck, Autos und Immobilien.
Das Unternehmen hat die Rechtsform einer Aktiengesellschaft. Aufsichtsratsvorsitzender ist William F. Ruprecht. In Deutschland hat Sotheby’s Niederlassungen in Frankfurt am Main, München, Köln, Hamburg und Berlin.

## Geschichte

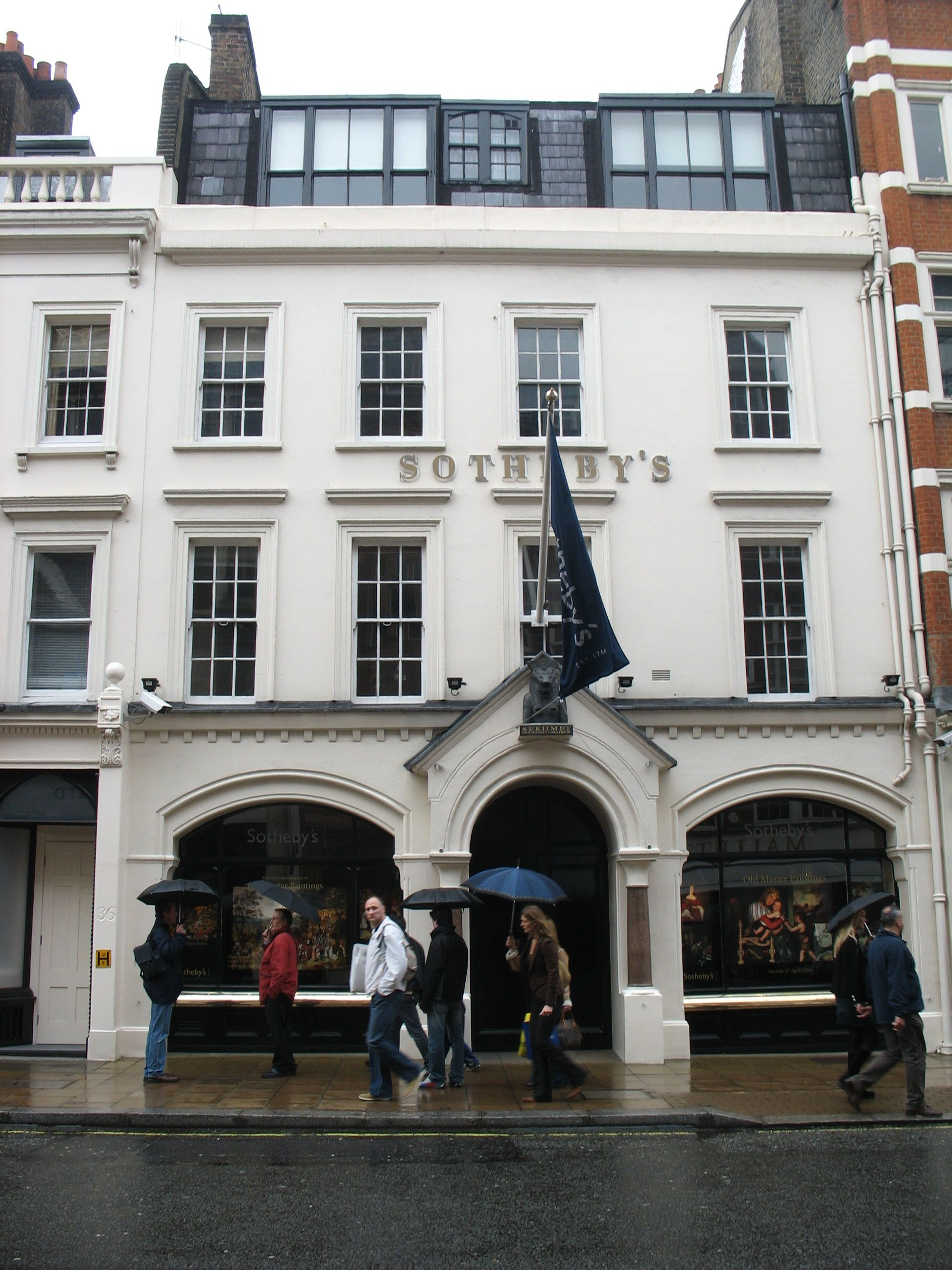
Niederlassung von Sotheby’s in der 34–35 New Bond Street, London

Im Jahr 1744 wurde Sotheby’s von Samuel Baker in London gegründet. Sein Neffe John Sotheby, der 1778 in die Firma eintrat, gab ihr den endgültigen Namen. 200 Jahre lang dominierten Bücher und Handschriften das Geschäft. Den Aufstieg zu einem der führenden Auktionshäuser verdankt Sotheby’s dem langjährigen Chairman Peter Cecil Wilson, der nach dem Zweiten Weltkrieg strategisch die Internationalisierung des Auktionsgeschäftes betrieb. 1964 übernahm Sotheby’s das New Yorker Auktionshaus Parke-Bernet.
1983 übernahm der US-amerikanische Geschäftsmann und Kunstfreund Alfred Taubman das Unternehmen. In seiner Ära wurden beachtliche Höchstpreise für Werke der Impressionisten bezahlt, beispielsweise 78 Millionen Dollar für das Renoir-Gemälde Bal du moulin de la Galette. Im Mai 1990 erzielte Sotheby’s in einer einzelnen Impressionisten-Auktion einen Rekordumsatz von 286 Millionen Dollar.
Jährlich veranstaltet Sotheby’s mehr als 300 Auktionen weltweit. Dabei erzielte Sotheby’s in der ersten Hälfte des Jahres 2013 einen konsolidierten Konzernumsatz von 3,14 Milliarden US-Dollar. Während der letzten Jahrzehnte hat Sotheby’s vor allem in den Bereichen Kunst des Impressionismus & Klassische Moderne sowie Zeitgenössische Kunst exzeptionelle Meisterwerke versteigert und einige der berühmtesten Sammlungen der Welt zur Auktion gebracht. Im Februar 2010 avancierte mit 65.001.250 GBP (74.185.983 Euro) Alberto Giacomettis L’Homme qui marche I zur teuersten Skulptur, die jemals auf einer Auktion verkauft wurde (der Schätzpreis lag bei 12 bis 18 Mio. GBP).
Ende 2013 forderte der Investoren-Aktivist Dan Loeb, der mit seinem Hedgefonds Third Point mit einem Anteil von 9,3 Prozent der größte Anteilseigner von Sotheby’s war, in einem offenen Brief den Rücktritt des seit 13 Jahren amtierenden Aufsichtsratsvorsitzenden Ruprecht und kritisierte das Fehlen eines Konzepts für Geschäfte im Internet. Im November 2014 verkündete Sotheby’s seine künftige Zusammenarbeit mit eBay.

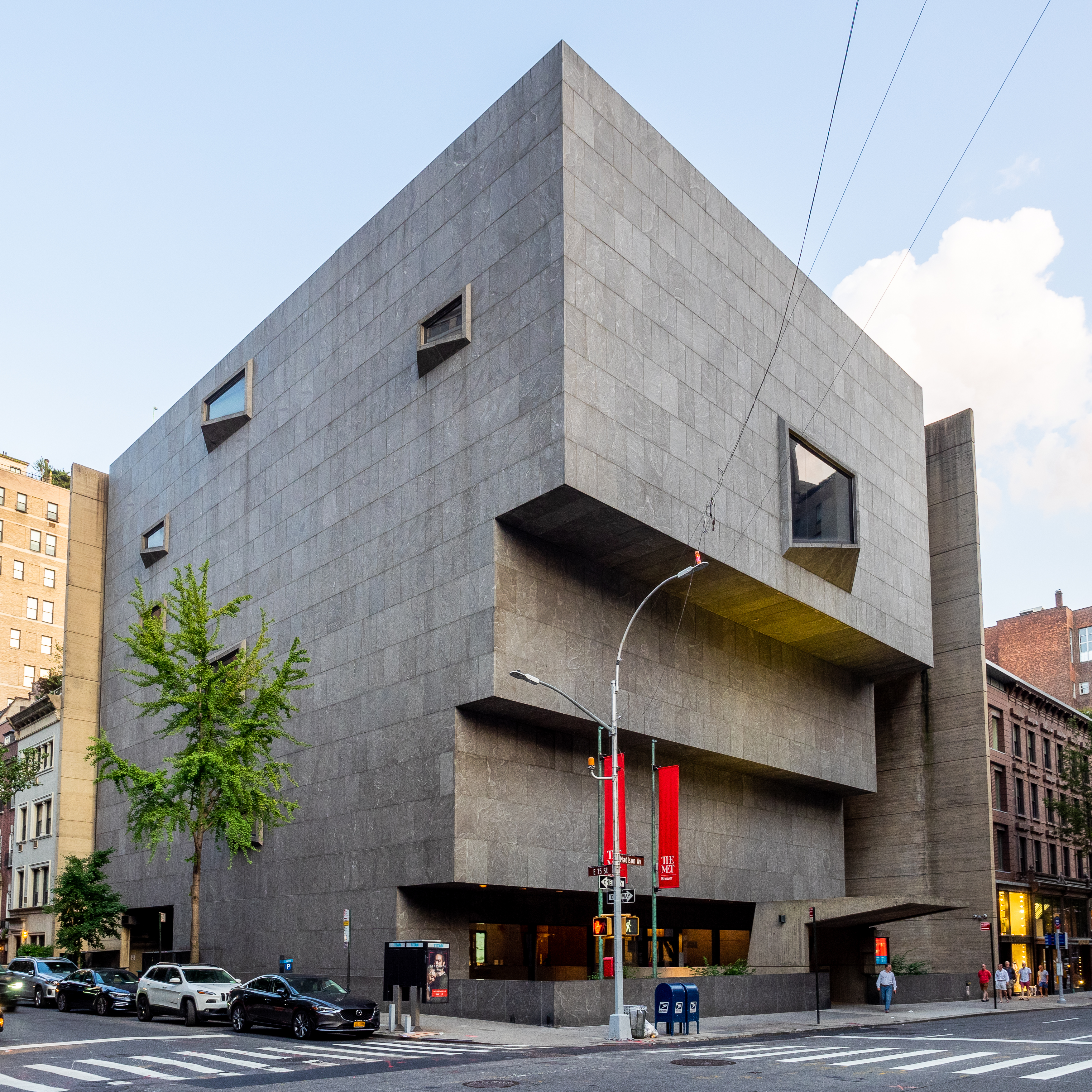
Das Breuer-Gebäude an der Madison Avenue, in dem einst das Whitney Museum untergebracht war, der neue globale Hauptsitz von Sotheby's.

Am 17. Juni 2019 kündigte Sotheby’s die Übernahme durch BidFair USA an, ein Unternehmen in Besitz von Patrick Drahi. Nach dem zum Jahresende 2019 angestrebten Abschluss der Transaktion sollte Sotheby’s von der Börse genommen werden. Aktionäre von Sotheby’s klagen gegen die Übernahme.
Mit dem neuen Eigentümer, dem israelisch-französischen Telekommunikations- und Medienmagnaten Patrick Drahi, ist Sotheby’s wieder privatisiert.
Im Juni 2021 entschied das Auktionshaus, in der Beletage des Kölner Palais Oppenheim  seinen sechsten europäischen Standort (neben London, Paris, Genf, Zürich und Mailand) zu gründen; die Eröffnungsauktion fand im September 2021 statt.
Der globale Konzernumsatz belief sich 2021 auf 7,3 Milliarden US-Dollar – ein Rekordumsatz in der 277-jährigen Geschichte von Sotheby’s.
Im November 2024 wurde bekannt, dass die mit dem Pritzker-Preis ausgezeichneten Architekten Herzog & de Meuron das modernistische Breuer Building an der Madison Avenue in New York zum neuen globalen Hauptsitz von Sotheby’s umbauen werden. Das Auktionshaus hatte zuvor den Kauf des markanten Gebäudes vom Whitney Museum abgeschlossen, indem das Museum selbst bis 2015 sowie vorübergehend die Frick Collection und Ausstellungen des Metropolitan Museum of Art untergebracht waren.

## Bedeutende Auktionen
Sotheby’s hält den Weltrekord für eine Schlossauktion: 43.950.915 Euro wurden mit der Auktion der „Kunstwerke des königlichen Hauses Hannover“ im Oktober 2005 erzielt. Die bis dahin erfolgreichsten deutschen Sotheby’s-Auktionen waren mit 77,7 Millionen DM die Auktion des Hauses Baden im Oktober 1995 und mit 31,4 Millionen DM die Thurn-und-Taxis-Auktionen im Oktober 1993.
Am 2. Mai 2012 wurde bei Sotheby’s das zum damaligen Zeitpunkt teuerste zur Auktion gekommene Werk durch den Auktionator Tobias Meyer versteigert: Edvard Munchs von 1895 stammende Version des Bildes Der Schrei wechselte für 119.922.500 Dollar (91.033.826 Euro) den Besitzer.
Internationale Aufmerksamkeit zog die Versteigerung des Bildes Girl with Balloon des Künstlers Banksy im Oktober 2018 auf sich. Unmittelbar nach der Versteigerung für umgerechnet etwa 1,2 Mio. Euro wurde das Bild durch einen im Rahmen eingebauten Schredder zum Teil zerstört. Dieser Mechanismus war vom Künstler so vorgesehen, der Öffentlichkeit und dem Auktionshaus vorher jedoch nicht bekannt. Die unbekannte Bieterin, die das Bild ersteigerte, ließ sich das Bild trotzdem übereignen.
Am 5. Mai 2022 verkaufte Sotheby’s den zweiten und letzten Mercedes-Benz 300 SLR Uhlenhaut-Coupé für einen Rekordpreis von 135 Millionen Euro an einen privaten Sammler. Der Sportwagen, von dem nur zwei Stück existieren, ist jetzt das wertvollste Auto der Welt.
2022 erzielte die Versteigerung des Nachlasses des deutschen Modeschöpfers Karl Lagerfeld in Köln 4,2 Millionen Euro. Zusammen mit den vorhergehenden Versteigerungen 2021 in Monaco und Paris belief sich der Erlös auf 22,5 Millionen Euro. Die Versteigerung in Köln war die erste Live-Auktion im neuen deutschen Hauptsitz von Sotheby’s.
Im Juli 2022 erreichte ein Gorgosaurus – der erste außerhalb von staatlichen Museumssammlungen – bei Sotheby’s einen Preis von 6,1 Millionen Euro.
Am 27. Juni 2023 ersteigerte ein unbekannter Bieter aus Hongkong das Gemälde Dame mit Fächer von Gustav Klimt für eine Rekordsumme von umgerechnet 99 Millionen Euro.
139,4 Millionen Dollar erzielte das Bild Femme à la montre von Pablo Picasso bei einer Sotheby’s-Auktion und war damit der Rekord im Jahr 2023.
Im Oktober 2024 wurde das erste mithilfe Künstlicher Intelligenz gemalte Bild für 1,2 Millionen Euro versteigert. Das Porträt des Mathematikers Alan Turing ist 2,2 Meter groß und trägt den Namen „AI-God“ (auf Deutsch „KI-Gott“). Gemalt wurde es von dem KI-Roboter Ai-Da, welcher 2019 an der Universität Oxford entwickelt wurde.
Am 11. Dezember 2024 versteigerte Sotheby’s in New York die „TAG Heuer Monaco“ des Schauspielers Steve McQueen. Weltweit bekannt wurde der quadratische Chronograph mit blauem Zifferblatt in dem Motorsportfilm Le Mans. Des Schätzpreis der Armbanduhr lag zwischen 450.000 und 900.000 Euro. Nach einem 7-minütigen Bieterwettstreit ging die Uhr schließlich für 1.800.000 Dollar – vor der Käuferprovision – in den Besitz eines Online-Bieters. Damit erzielte die Uhr das höchste Gebot, das je bei einer Auktion für eine Heuer abgegeben wurde, und ist damit die teuerste Heuer-Armbanduhr, die jemals verkauft wurde.

## Vorwurf der Steuerhinterziehung
Die New Yorker Generalstaatsanwältin Letitia James erhob im November 2020 eine Klage wegen Steuerhinterziehung gegen Sotheby’s. Hierin wurde Sotheby’s beschuldigt, zwischen 2010 und 2020 mindestens acht wohlhabenden Kunstsammlern dabei geholfen zu haben, Steuern auf Kunstkäufe zu umgehen, indem sie gefälschte „Wiederverkaufszertifikate“ akzeptierten. Diese Zertifikate wiesen die Käufer fälschlicherweise als Kunsthändler aus, die Anspruch auf Steuerbefreiung haben, obwohl es sich um private Sammler handelte, die die Kunstwerke für den persönlichen Gebrauch erwarben. Im November 2024 zahlte Sotheby’s 6,25 Millionen US-Dollar, um die Klage beizulegen. Sotheby’s bestritt jegliches Fehlverhalten, verpflichtete sich jedoch im Rahmen der Einigung zur Einführung neuer Richtlinien und Mitarbeiterschulungen zu Steuergesetzen. Zu den betroffenen Kunstwerken gehörten Werke von Künstlern wie Jean-Michel Basquiat und Andy Warhol.